# مارتن لي (تنس)
مارتن لي (بالإنجليزية: Martin Lee)‏ مواليد 13 يناير 1978 في لندن، هو لاعب كرة مضرب بريطاني سابق بدأ مسيرته كمحترف سنة 1996 وكان يلعب باليد اليسرى، اعتزل اللعب في 2006. أعلى تصنيف له في الفردي كان المركز الـ 94 في سنة 2002. أعلى تصنيف له في الزوجي كان المركز الـ 145 في سنة 2006.

## النهائيات

### الفردي (الوصافة 1)
| الحصيلة | الرقم | التاريخ       | الدورة                    | الأرضية | المنافس      | النتيجة  |
| ------- | ----- | ------------- | ------------------------- | ------- | ------------ | -------- |
| الوصافة | 1.    | 15 يوليو 2001 | نيوبورت، الولايات المتحدة | ترابية  | نيفيل غودوين | 1–6, 4–6 |

## روابط خارجية
- مارتن لي على موقع رابطة محترفي التنس (الإنجليزية)
- مارتن لي على موقع الاتحاد الدولي لكرة المضرب (الإنجليزية)
- مارتن لي على موقع كأس ديفيز (الإنجليزية)
- مارتن لي على موقع خلاصة التنس.كوم (الإنجليزية)